# Jeff Russo

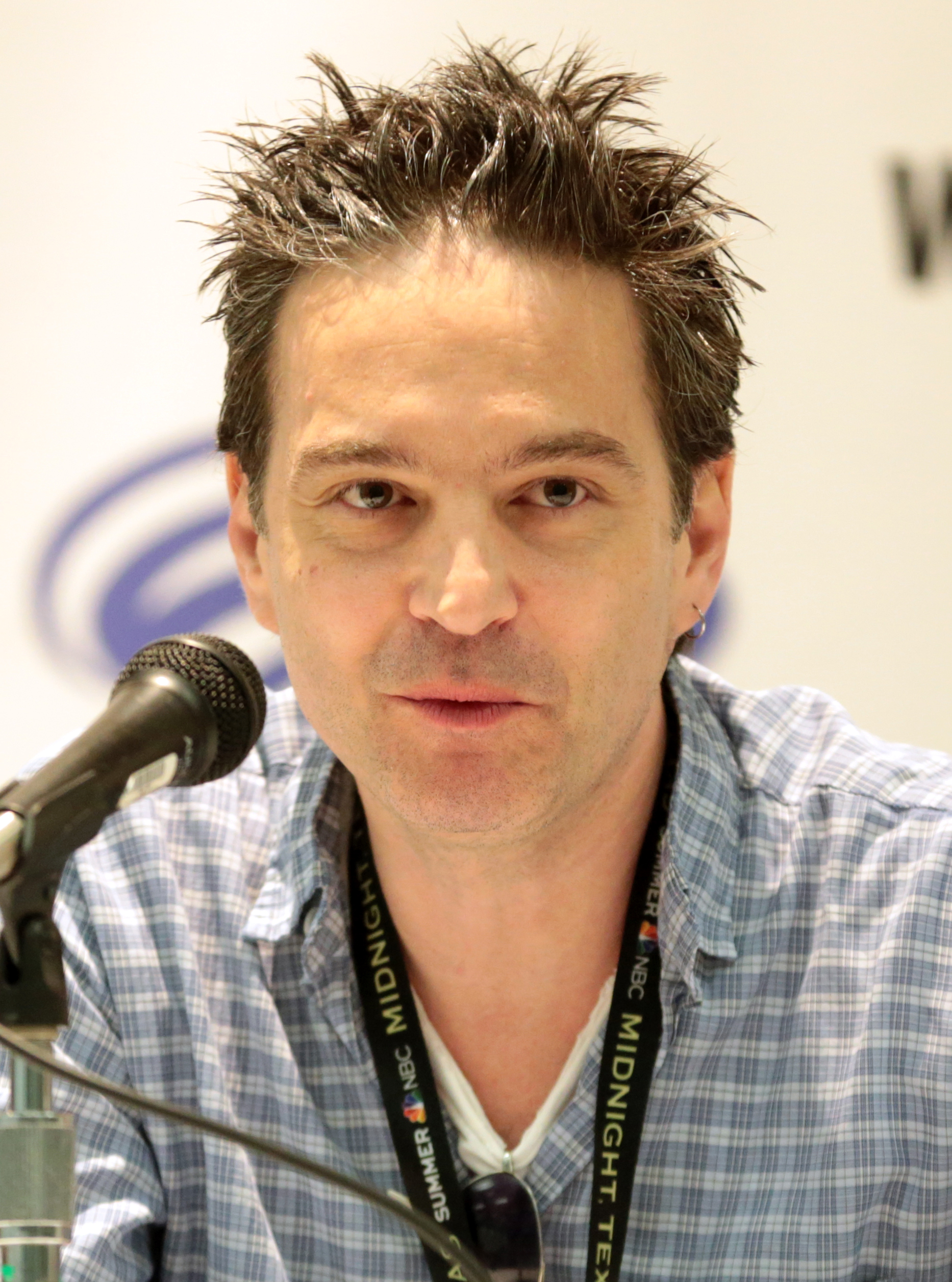
Jeff Russo (2017)

Jeff Russo (* 31. August 1969) ist ein US-amerikanischer Komponist, Songwriter, Gitarrist, Sänger und Musikproduzent und Mitbegründer der US-amerikanischen Rockband Tonic.
Russo ist auch bekannt als Komponist für verschiedene Fernsehserien, wie Fargo, Legion, Counterpart, und Star Trek: Discovery. Er schrieb zudem die Musik der Mini-Serie The Night Of und den Soundtrack des Videospiel-Adventures What Remains of Edith Finch. Für seine Arbeit in Fargo, gewann er 2017 den Emmy-Award Musikkomposition für eine Miniserie, einen Fernsehfilm oder ein Special.

## Leben
In letzter Zeit schrieb Russo Musik für Filme, Fernsehserien, Videospiele und Werbespots, darunter die ABC-Dramaserien The Unusuals und My Generation, die USA-Network-Serie Dr. Dani Santino – Spiel des Lebens, die CBS-Thrillerserie Hostages und zurzeit die FX-Dramaserie Fargo sowie die Starz-Dramaserie Power. Er schrieb zudem die Soundtracks der zweiten Staffeln von Extant und CSI: Cyber.
Ende Juni 2020 wurde Jeff Russo ein Mitglied der Academy of Motion Picture Arts and Sciences.
Russo ist mit der Musikerin Nina Gordon von der Band Veruca Salt verheiratet, sie haben zusammen zwei Kinder.

## Filmografie (Auswahl)

### Serien
- 2009: The Unusuals
- 2010: My Generation
- 2011–2013: Dr. Dani Santino – Spiel des Lebens (Necessary Roughness)
- 2013–2014: Hostages
- 2014–2020: Power
- seit 2014: Fargo
- 2015: The Returned
- 2015: Battle Creek
- 2015: Tut – Der größte Pharao aller Zeiten (Tut, Miniserie)
- 2015: Complications
- 2015: Extant
- 2015: Manhattan
- 2015–2016: CSI: Cyber
- 2016: The Night Of – Die Wahrheit einer Nacht (The Night Of, Miniserie)
- 2016: American Gothic
- 2016–2018: Bull
- 2016–2018: Channel Zero
- 2016–2021: Lucifer
- 2017: Time After Time
- 2017–2018: Ghosted
- 2017–2019: Counterpart
- 2017–2019: Legion
- 2017–2023: Snowfall
- 2017–2024: Star Trek: Discovery
- 2018: Waco (Miniserie)
- 2018–2019: Santa Clarita Diet
- 2018–2020: Altered Carbon – Das Unsterblichkeitsprogramm (Altered Carbon)
- 2019: The InBetween
- 2019: Treadstone
- 2019: The Act (Miniserie)
- 2019–2024: The Umbrella Academy
- seit 2019: For All Mankind
- 2020: Warrior Nun
- 2020: Schöne neue Welt (Brave New World)
- 2020: Cursed – Die Auserwählte (Cursed)
- 2020: Utopia
- 2020–2022: In the Dark
- 2020–2023: Star Trek: Picard
- 2020–2024: Power Book II: Ghost
- 2021: Clarice Starling – Das Erwachen der Lämmer (Clarice)
- 2021: Brand New Cherry Flavor (Miniserie)
- 2022: Swimming with Sharks
- 2022: Long Slow Exhale
- 2022: The Man Who Fell to Earth
- 2022–2025: Bosch: Legacy
- 2023: The Consultant
- 2023: Love & Death (Miniserie)
- 2023: Mrs. Davis (Miniserie)
- 2023: High Desert
- 2024: Ripley (Miniserie)
- 2025: Zero Day (Miniserie)
- 2025: Ballard
- 2025: Untamed (Miniserie)
- 2025: Alien: Earth

### Filme
- 2004: Ghost Game
- 2012: Cherry – Dunkle Geheimnisse (About Cherry)
- 2013: Watercolor Postcards
- 2013: Free Ride
- 2013: Bad Behaviour
- 2014: The Surface
- 2017: Hondros (Dokumentarfilm)
- 2017: State of Mind – Der Kampf des Dr. Stone (Three Christs)
- 2017: Submission
- 2018: Lizzie Borden – Mord aus Verzweiflung (Lizzie)
- 2018: Mile 22
- 2019: Lucy in the Sky
- 2020: Lorelei
- 2021: Oslo (Fernsehfilm)
- 2022: Raus aus dem Haus – Living the American Dream (American Dreamer)
- 2023: What You Wish For
- 2023: Canary (Dokumentarfilm)
- 2024: Rob Peace
- 2024: Verschwunden in die Nacht (Svaniti nella notte)
- 2025: Star Trek: Sektion 31 (Star Trek: Section 31)
- 2025: The Last Rodeo

### Videospiele
- 2017: What Remains of Edith Finch